# Елена Цагріну
Елена Цагріну (грец. Έλενα Τσαγκρινού; нар. 16 листопада 1994 р.) — грецька співачка. Цагріну розпочала свою кар'єру як солістка грецького гурту OtherView, аж до сольної кар'єри в 2018 році. Представниця Кіпру на Євробаченні 2021 року.

## Життя та кар'єра
Цагріну народилася 16 листопада 1994 року в Афінах. З юних років вона займалася музикою і відвідувала музичну середню школу. У 2009 році вона брала участь у грецькій адаптації франшизи Got Talent від ANT1, Ellada Eheis Talento. У неї є сестра Віллі, 1998 року народження.

### 2013—2018: OtherView, Just The Two Of Us, The Voice of Greece
Влітку 2013 року вона пройшла прослуховування у гурту OtherView (після виходу Кристалії з групи) на посаду солістки і, таким чином, підписала контракт із звукозаписною компанією Feelgood Records. 8 січня 2014 року вони випустили свій перший трек під назвою «What You Want», з текстами та музикою їх самих та Габріелли Елліс. Кілька місяців по тому вони випустили свій другий трек під назвою «O giros tou kosmou» (Навколо світу), який перевершив «What You Want» за переглядами. Слова написані Васілісом Кументакосом, оскільки музику він склав за участі Димитріса Ісаріса. Тоді ж Цагріну брав участь у музичному шоу Мега-каналу «Just The 2 Of Us» (грецька адаптація шоу талантів «Just the Two of Us») в якості тренера Івана Свайтайло.
У 2015 році гурт випустив чотири нові треки. «Dikaiosi» з Арвою, «Ola Afta Pou Niotho», «In The Club Bi ** h» та «Se Thelo Tora». Музику пісень писали в основному вони, тоді як тексти писав Васіліс Кументакос. У 2016 році вийшли треки «Xana» та «Emeis Mazi». Другий був у співпраці з Goin 'Through і був саундтреком до фільму «Холостяк». Того ж року вони вийшли на MADWalk разом з Жозефіною та Марією Корінтіоу. У сезоні 2016—2017 років Цагріну була ведучою за лаштунками шоу талантів SKAI «Голос Греції», тоді як у складі гурту вони виступали в прямому ефірі в BOX Athens з Мелісс і Жозефіною.
У 2017 році, як гурт, вони оголосили про вихід з Feelgood Records та співпрацю з Panik Records. Вони навіть випустили два треки з власними текстами та музикою: «Asto Se Mena» та «Tora I Pote», тоді як вони виступили з двома нагородами. На MAD Video Music Awards, виконуючи пісню «Kane Me» в реміксі з репером Майком та кіпрською Super Music Awards. Вони також брали участь у MADWalk — проєкті музичної моди та MTN MADWalk Кіпр.
У сезоні 2017—2018 вони з'явилися в нічному клубі Fantasia Live з Джозефіною, а потім кілька разів виступали з Костянтиносом Аргіросом у клубі Vogue у Салоніках. Того ж року вони взяли участь у MADWalk — проєкті музичної моди, виконуючи «Гавану» Каміли Кабелло разом з Томаєм Апергі. У середині того ж року Цагріну оголосила про вихід із колективу OtherView після закінчення п'яти років співпраці, щоб продовжити сольну кар'єру.

### 2018— тепер: сольна кар'єра та конкурс пісні Євробачення
Після виходу з OtherView вона розпочала підготовку до свого першого особистого альбому, тоді як у червні 2018 року вона виступила на MAD Video Music Awards, виконавши ремікс треку Паноса Кіамоса «Thelo Na se Xanado» з Бо. Тоді ж вона почала виходити в нічному клубі Fantasia Live з Костянтиносом Аргіросом та Ніно.
1 липня 2018 року вона випустила свій перший сольний трек під назвою «Pame Ap 'Tin Arhi», який трохи пізніше вийшов англійською мовою, як «Summer Romance». Слова написані Нікосом Морайтісом, а музику — Димитрісом Контопулосом. 23 жовтня того ж року вона випустила свій другий сольний трек під назвою «Paradeisos» за текстами та музикою ARCADE. 6 грудня вийшла пісня «Ela tin protochronia» разом з Еліасом Вреттосом, Джоргосом Картеліасом, Еліною Папілою, Бо, REC, OGE та радіостанцією 104,8fm з Халкіди з метою фінансового посилення добровільної, некомерційної організація особливого піклування та захисту матері та дитини, Ark of the World (Ковчег Світу).
У зимовому сезоні 2018—2019 років вона виступала в нічному клубі Fantasia Live з Костянтиносом Аргіросом, Демі, 719 The Band, Андромахою та Джорджем Ліванісом.
У квітні 2019 року вона взяла участь у MADWalk — The Fashion Music Project, виконавши разом з Дакісом пісню «Tsai me Lemoni».
У червні того ж року вона виступила на MAD Video Music Awards, виконуючи пісню «San Lava» з OGE.
2 листопада 2019 року вийшла її третя сольна пісня під назвою «Logia» на текст та музику Леонідаса Созоса. Також того ж місяця вона розпочала живі виступи в BOX Athens з Мелісс, Тамтою та Матіною Зара на сезон 2019—2020. У липні 2020 року вона випустила свою четверту сольну пісню під назвою «Amore» та співпрацю з Майком під назвою «Pare Me Agkalia». Також влітку того ж року вона виступила в нічному клубі Posidonio Music Hall з Паносом Кіамосом, Анастасіосом Раммосом і Танією Карра.
25 листопада 2020 року було оголошено, що вона представлятиме Кіпр на Євробаченні 2021 року в Роттердамі, Нідерланди, з піснею «El diablo».

## Дискографія

### Сингли
| «Pame Ap' Tin Arhi»                                                             | 2018 | -  | Non-album singles |
| «Summer Romance»                                                                | 2018 | -  | Non-album singles |
| «Paradeisos»                                                                    | 2018 | -  | Non-album singles |
| «Tsai Me Lemoni» (з Dakis)                                                      | 2019 | -  | Non-album singles |
| «San Lava» (з Oge)                                                              | 2019 | -  | Non-album singles |
| «Logia»                                                                         | 2019 | -  | Non-album singles |
| «Amore»                                                                         | 2020 | -  | Non-album singles |
| «El diablo»                                                                     | 2021 | 10 | Non-album singles |
| «-» позначає запис, який не склав діаграми або не був виданий на цій території. |      |    |                   |

## Відеографія
| Заголовок                           | Рік  | Примітки          |
| ----------------------------------- | ---- | ----------------- |
| «What You Want»                     | 2014 | Як член OtherView |
| «O Giros tou Kosmou»                | 2014 | Як член OtherView |
| «Ola Afta pou Niotho»               | 2015 | Як член OtherView |
| «In The Club Bi ** h»               | 2015 | Як член OtherView |
| «Xana»                              | 2016 | Як член OtherView |
| «Tora I Pote»                       | 2017 | Як член OtherView |
| «Pame Ap' Tin Arhi»                 | 2018 | Індивідуальний    |
| «Paradisos»                         | 2018 | Індивідуальний    |
| «Logia»                             | 2019 | Індивідуальний    |
| «Amore»                             | 2020 | Індивідуальний    |
| «Pare Me Agkalia» (за участю Майка) | 2020 | Індивідуальний    |

## Фільмографія

### Телебачення
| Рік       | Заголовок                       | Канал | Роль  | Відзначено            |
| --------- | ------------------------------- | ----- | ----- | --------------------- |
| 2009      | Еллада Ехеїс Таленто            | АНТ1  | Камео | Конкурсант            |
| 2014      | Просто двоє з нас               | Мега  | Камео | Конкурсант — тренер   |
| 2016      | MADWalk — проєкт музичної моди  | Альфа | Камео | Інтерпретація         |
| 2016-2017 | Голос Греції                    | Скай  | Камео | Коханка               |
| 2017      | MADWalk — проєкт музичної моди  | Альфа | Камео | Інтерпретація         |
| 2017      | MTN MADWalk Кіпр                | MAD   | Камео | Інтерпретація         |
| 2017      | Нагороди MAD Video Music Awards | Альфа | Камео | Інтерпретація         |
| 2017      | Super Music Awards Кіпр         | MAD   | Камео | Інтерпретація         |
| 2018      | MADWalk — проєкт музичної моди  | Альфа | Камео | Інтерпретація         |
| 2018      | Нагороди MAD Video Music Awards | Альфа | Камео | Інтерпретація         |
| 2018      | Мій стиль скелі                 | Скай  | Камео | Гість — Інтерпретація |
| 2019      | MADWalk — проєкт музичної моди  | Альфа | Камео | Інтерпретація         |
| 2019      | Нагороди MAD Video Music Awards | Альфа | Камео | Інтерпретація         |

### Фільм
| Рік      | Заголовок                | Роль      | Примітки                |
| -------- | ------------------------ | --------- | ----------------------- |
| 2013 рік | Вільні птахи             | Дженні    | Голос грецьким дубляжем |
| 2016 рік | Холостяк                 | Камео     | Гість                   |
| 2017 рік | Смурфики: Загублене село | Смурфлілі | Голос грецьким дубляжем |